# Cryptopone crassicornis
Cryptopone crassicornis är en myrart som först beskrevs av Carlo Emery 1897.  Cryptopone crassicornis ingår i släktet Cryptopone och familjen myror. Inga underarter finns listade i Catalogue of Life.